# 埼玉県交通安全協会
一般財団法人埼玉県交通安全協会（いっぱんざいだんほうじんさいたまけんこうつうあんぜんきょうかい）は、埼玉県内の地区交通安全協会を統括する交通安全協会。元埼玉県知事所管の財団法人。さいたま市浦和区に本部を置く。

## 概要
埼玉県内の地区交通安全協会を統括する交通安全協会で、埼玉県内での季節単位で開催する交通安全運動をはじめ、自動車・自動二輪車の運転免許更新の伝達・更新事務、申請書や収入証紙の委託販売業務、自転車などに貼る反射シールや車輪のスポークに貼る反射材などの交通安全グッズの頒布、交通安全功労者の表彰及び国や全国法人への表彰推薦などを事業としている。
埼玉県交通会館に本部がある。

## 下部組織
- 浦和交通安全協会
- 浦和東交通安全協会
- 浦和西交通安全協会
- 大宮交通安全協会
- 大宮東交通安全協会
- 大宮西交通安全協会
- とだわらび交通安全協会
- 川口市交通安全協会
- 武南交通安全協会
- 朝霞地区交通安全協会
- 新座市交通安全協会
- 草加地区交通安全協会
- 上尾地方交通安全協会
- 鴻巣地区交通安全協会
- 川越交通安全協会
- 東入間交通安全協会
- 所沢交通安全協会
- 狭山地方交通安全協会
- 西入間交通安全協会
- 飯能地方交通安全協会
- 東松山交通安全協会
- 小川地方交通安全協会
- 秩父地方交通安全協会
- 西秩父交通安全協会
- 本庄地区交通安全協会
- 児玉地区交通安全協会
- 熊谷交通安全協会
- 深谷交通安全協会
- 寄居地区交通安全協会
- 行田交通安全協会
- 羽生交通安全協会
- 加須交通安全協会
- 岩槻・蓮田地区交通安全協会
- 春日部交通安全協会
- 越谷交通安全協会
- 久喜地方交通安全協会
- 幸手地方交通安全協会
- 杉戸地区交通安全協会
- 吉川地区交通安全協会